# Johan De Muynck (ondernemer)
Johan De Muynck (Moorsel, 2 maart 1944) is een Belgische voormalig bedrijfsleider en bestuurder.

## Levensloop
Johan De Muynck studeerde in 1967 af als burgerlijk bouwkundig ingenieur aan de Rijksuniversiteit Gent. Hij begon zijn loopbaan als ingenieur bij de Dienst der Wegen van het Ministerie van Openbare Werken. In 1973 werd hij algemeen directeur bij het aannemersbedrijf Van Roey uit Rijkevorsel. Vier jaar later werd hij er afgevaardigd bestuurder. In 1989 werd onder zijn bestuur de noodlijdende multinational Franki overgenomen van de Generale Maatschappij. Hierdoor werd de nieuwe bouwonderneming plotsklaps het derde grootste aannemersbedrijf in België. De Muynck slaagde er echter niet in Franki te redden, want de multinational diende in 1998 een gerechtelijk akkoord aan te vragen. In juni 2000 trad hij af als voorzitter en bestuurder van de Groep Van Roey.
Hij was tevens van 1993 tot 1997 voorzitter van het Vlaams Economisch Verbond (VEV).
De Muynck was voorzitter van het Koninklijk Filharmonisch Orkest van Vlaanderen en bestuurder van cultuurfestival Europalia.